# العاصفة الاستوائية باري (2007)
العاصفة الاستوائية باري (بالإنجليزية: Tropical Storm Barry)‏ هو إعصار استوائي سريع التشكل وصل إلى فلوريدا في الولايات المتحدة في أوائل يونيو 2007. كانت هذه ثاني عاصفة أطلسية مسماة في موسم الأعاصير الأطلسية لعام 2007. تشكل باري في خليج المكسيك وتحرك نحو الشمال الشرقي، ووصل إلى سرعات رياح قصوى تبلغ 60 ميلا في الساعة (95 كم / ساعة). ثم ضعفت ووصلت لأول مرة إلى الأرض بالقرب من خليج تامبا بولاية فلوريدا. وسرعان ما ضعف باري بعد أن أزال قص الرياح معظم العواصف الرعدية المصاحبة. وانتقل باري إلى الساحل الشرقي للولايات المتحدة، وبحلول 5 يونيو، استولى عليه إعصار فوق مداري.
أدت الأمطار التي هطلت على منطقة باري في مقاطعة بينار ديل ريو الكوبية إلى إصابة ثلاثة أشخاص وألحقت أضرارًا بـ 55 منزلاً. وفي فلوريدا، تسبب باري في هطول أمطار غزيرة في منطقة كانت تعاني من الجفاف. وتسببت الفيضانات والأمطار في الطرق في مقتل شخصين في حوادث مرور. وقتلت البحار الهائجة راكب أمواج في مقاطعة بينيلاس بولاية فلوريدا. وفي فلوريدا وجورجيا، ساعد المطر رجال الإطفاء على مكافحة حرائق الغابات. وكان الضرر الناجم عن العاصفة طفيفًا.